# Yasht
Un Yasht est un texte écrit en avestique invoquant une divinité zoroastrienne.
Il est dénombré 21 Yasht écrits à l'époque sassanide vers le Ve siècle.

### Textes
- Les livres de l'Avesta, trad. Pierre Lecoq, 2016, p. 321-614.

### Études
- Jean Kellens, "Sur la transmission des Yashts", Münchener Studien zur Sprachwissenschaft, 1975, p. 61-66.